# 11 أكتوبر
- السبت
- الأحد
- الاثنين
- الثلاثاء
- الأربعاء
- الخميس
- الجمعة

- 275 ربيع الآخر 1447  هـ
- 286 ربيع الآخر 1447  هـ
- 297 ربيع الآخر 1447  هـ
- 308 ربيع الآخر 1447  هـ
- 19 ربيع الآخر 1447  هـ
- 210 ربيع الآخر 1447  هـ
- 311 ربيع الآخر 1447  هـ
- 412 ربيع الآخر 1447  هـ
- 513 ربيع الآخر 1447  هـ
- 614 ربيع الآخر 1447  هـ
- 715 ربيع الآخر 1447  هـ
- 816 ربيع الآخر 1447  هـ
- 917 ربيع الآخر 1447  هـ
- 1018 ربيع الآخر 1447  هـ
- 1119 ربيع الآخر 1447  هـ
- 1220 ربيع الآخر 1447  هـ
- 1321 ربيع الآخر 1447  هـ
- 1422 ربيع الآخر 1447  هـ
- 1523 ربيع الآخر 1447  هـ
- 1624 ربيع الآخر 1447  هـ
- 1725 ربيع الآخر 1447  هـ
- 1826 ربيع الآخر 1447  هـ
- 1927 ربيع الآخر 1447  هـ
- 2028 ربيع الآخر 1447  هـ
- 2129 ربيع الآخر 1447  هـ
- 2230 ربيع الآخر 1447  هـ
- 231 جمادى الأولى 1447  هـ
- 242 جمادى الأولى 1447  هـ
- 253 جمادى الأولى 1447  هـ
- 264 جمادى الأولى 1447  هـ
- 275 جمادى الأولى 1447  هـ
- 286 جمادى الأولى 1447  هـ
- 297 جمادى الأولى 1447  هـ
- 308 جمادى الأولى 1447  هـ
- 319 جمادى الأولى 1447  هـ

11 أكتوبر أو 11 تشرين الأوَّل أو يوم 11 \ 10 (اليوم الحادي عشر من الشهر العاشر) هو اليوم الرابع والثمانين بعد المئتين (284) من السنوات البسيطة، أو الخامس والثمانين بعد المئتين (285) في السنوات الكبيسة، وفقًا للتقويم الميلادي الغربي (الغريغوري). يبقى بعده 81 يومًا على انتهاء السنة.

## أحداث
- 1138 - وقوع زلزال حلب الكبير والذي يعتبر رابع أكبر زلزال مسبب للوفيات في التاريخ.
- 1516 - تنصيب المملوك طومان باي سلطانًا على الدولة المملوكية خلفًا للسلطان قانصوه الغوري الذي قتل في معركة مرج دابق.
- 1727 - تتويج جورج الثاني وكارولين أميرة أنسباخ ملكًا وملكة لبريطانيا العظمى.
- 1910 - الرئيس الأمريكي ثيودور روزفلت يصبح أول رئيس في العالم يطير بالطائرة وذلك لمدة أربع دقائق في طائرة من صنع الأخوان رايت في ولاية ميزوري.
- 1963 - الأمم المتحدة تدين سياسة القمع في جنوب إفريقيا.
- 1973 - القوات العراقية تدخل رسميًا بالمشاركة في حرب أكتوبر.
- 1975 - بث أول حلقة لساترداي نايت لايف على هيئة الإذاعة الوطنية.
- 1977 - اغتيال رئيس الجمهورية العربية اليمنية المقدم إبراهيم محمد الحمدي.
- 1986 - عقد لقاء قمة هو الثاني بين الرئيس الأمريكي رونالد ريغان والزعيم السوفيتي ميخائيل غورباتشوف في ريكيافيك.
- 1991 – تفكيك جهاز الاستخبارات السوفيتية (اختصارًا كي جي بي).
- 1994 - كتائب القسام تقوم بعملية خطف لجندي صهيوني يدعى نخشون فاكسمان.
- 2012 - الأكاديمية السويدية تعلن فوز الكاتب الصيني مو يان بجائزة نوبل للآداب لعام 2012 لمزجه القصص الشعبي والتاريخ والمعاصرة بواقعية تتسم بالهلوسة.
- 2015 -
  - الرئيس الغيني ألفا كوندي يفوز بِولايةٍ ثانية بعد حيازته 57.85% من الأصوات في الانتخابات الرئاسيَّة.
  - الرئيس البيلاروسي ألكسندر لوكاشينكو يفوز بِولايةٍ خامسة بعد حُصوله على 84% من الأصوات في الانتخابات الرئاسيَّة.
- 2018 -
  - المهمة الفضائية سايوز إم إس-10 تعاني خللًا في الصاروخ الحامل بعد دقائق من الانطلاق، مما اضطر الرائدان إلى تنفيذ هبوط اضطراري وعادا للأرض بسلام.
  - إعصار مايكل منَ الدرجةِ الرابعةِ (مقياس سفير-سمبسون) يضربُ ولاية فلوريدا في الولايات المتحدة ويتسبّبُ في مقتلِ ست أشخاص هناك بعدما خلّف ورائهُ 13 قتيلا في أمريكا الوسطى.
- 2019 - اللجنة النرويجية لجائزة نوبل تعلن فوز رئيس الوزراء الأثيوبي آبي أحمد علي بجائزة نوبل للسلام، بعد جهوده في حلِّ النزاع الحدودي مع إريتريا.
- 2021 - حكومة تونسية جديدة برئاسة نجلاء بودن تؤدي اليمين الدستورية، وهي أول حكومة تترأسها امرأة في العالم العربي.
- 2024 - منح جائزة نوبل للسلام لجمعية نيهون هيدانكيو، وهي جمعية تضم «هيباكوشا»، الناجين من القصفين الذريين على هيروشيما وناجازاكي.

## مواليد
- 1335 - تايجو ملك جوسون، حاكم كوريا.
- 1616 - أندرياس جريفوس، شاعر وأديب ألماني.
- 1671 - فريدريك الرابع ملك الدنمارك.
- 1884 -
  - فريدريش بيرغيوس، عالم كيمياء ألماني حاصل على جائزة نوبل في الكيمياء عام 1931.
  - إليانور روزفلت، سياسية أمريكية وزوجة الرئيس الأمريكي فرانكلين روزفلت.
- 1885 - فرنسوا مورياك، كاتب فرنسي حاصل على جائزة نوبل في الأدب عام 1952.
- 1904 - أنور وجدي، ممثل مصري.
- 1922 - كمال الطويل، ملحن مصري.
- 1932 - رفعت السعيد، سياسي مصري.
- 1937 - بوبي تشارلتون، لاعب ومدرب كرة قدم إنجليزي.
- 1942 - أميتاب باتشان، ممثل هندي.
- 1944 - رودني مارش، لاعب ومدرب كرة قدم إنجليزي.
- 1947 - لوكاس باباديموس، رئيس وزراء اليونان.
- 1953 - ديفيد مورس، ممثل أمريكي.
- 1955 - هيثم بن طارق، سلطان عمان
- 1956 - نيكادور دوارتي فروتوس، رئيس باراغواي.
- 1961 - عمرو دياب، مغني مصري.
- 1963 - فيصل بن الحسين، رئيس اللجنة الأولمبية الأردنية.
- 1966 - فهيد الديحاني، لاعب رماية كويتي.
- 1967 - توني شيمل، مذيع ومعلق أمريكي.
- 1970 - شين تي يونغ، لاعب ومدرب كرة قدم كوري جنوبي.
- 1977 -
  - خالد القيش، ممثل سوري.
  - أحمد صفوت، ممثل مصري.
  - ماثيو بومر، ممثل أمريكي.
- 1978 - كالي، لاعب كرة قدم أنغولي.
- 1980 - توموكازو سغيتا، ممثل أداء صوتي ياباني.
- 1982 - مجد نعيم، ممثلة سورية.
- 1983 - رسلان بونوماريوف، لاعب شطرنج أوكراني.
- 1985 - ألفارو فيرنانديز لاعب كرة قدم أوروغواني.
- 1987 - مايك كونلي جونيور لاعب كرة سلة أمريكي.
- 1989 - هنري لاو مغني وعازف كمان وبيانو كندي صيني.
- 1990 - سباستيان روده لاعب كرة قدم ألماني.
- 1992 - كاردي بي مغنية راب أمريكية.
- 1994 - عبد الإله المالكي، لاعب كرة قدم سعودي.

## وفيات
- 1303 - بونيفاتشي الثامن، بابا الكنيسة الرومانية الكاثوليكية.
- 1347 - لويس الرابع، إمبراطور الرومانية المقدسة.
- 1424 - يان جيجكا، قائد عسكري تشيكي.
- 1889 - جيمس بريسكوت جول، عالم فيزياء إنجليزي.
- 1896 - أنطون بروكنر، موسيقي نمساوي.
- 1924 - إسماعيل المحلاتي، فقيه إيراني.
- 1963 - إديث بياف، مغنية فرنسية.
- 1977 - إبراهيم محمد الحمدي، رئيس الجمهورية العربية اليمنية.
- 1980 - عبد الكريم الكرمي، شاعر فلسطيني.
- 1989 -
  - حمدان بن محمد بن خليفة آل نهيان، وزير إماراتي.
  - ماريون كينج هوبرت، عالم جيوفيزياء أمريكي.
- 1992 - محمد محمود الصواف، عالم وداعية إسلامي عراقي ومؤسس الإخوان المسلمون في العراق.
- 1997 - عبد الله بن سعود بن عبد العزيز آل سعود، أمير سعودي.
- 2008 - يورج هايدر، سياسي نمساوي.
- 2011 - تمام حسان، نحوي ولغوي مصري.
- 2012 - مصطفى الأسمر، قاص وروائي مصري.
- 2013 -
  - ماريا دي فيوتا، سائقة فورمولا 1 إسبانية.
  - وديع الصافي، مطرب وملحن لبناني.
- 2016 - فلاح الصواغ، سياسي كويتي
- 2017 - محمد راضي، مخرج مصري.
- 2019 - أليكسي ليونوف، رائد فضاء روسي.
- 2021 - محمد عجاج الخطيب، عالم مسلم مُحدِّث سوري.
- 2022 - أبو عبد السلام، عالم مُسلم جزائري.

## أعياد ومناسبات
- عيد الثورة في مقدونيا الشمالية.
- اليوم العالمي للفتيات.

## وصلات خارجية
- وكالة الأنباء القطريَّة: حدث في مثل هذا اليوم.
- أرشيف مصر: حدث في مثل هذا اليوم.
- BBC: حدث في مثل هذا اليوم.